# Betty Makoni
Hazviperi Betty Makoni là một nhà hoạt động vì quyền của phụ nữ Zimbabwe. Vào năm 1999, bà đã thành lập Girl Child Network, một tổ chức từ thiện hỗ trợ các nạn nhân lạm dụng tình dục trẻ tuổi của Zimbabwe. Tổ chức này đã giải cứu hơn 35.000 cô gái và cung cấp tư vấn cho ít nhất 60.000 cô gái trên khắp đất nước Zimbabwe. Bà đã kiếm được hai bằng từ Đại học Zimbabwe, và đã được trao nhiều giải thưởng quốc gia và quốc tế. Mồ côi khi còn nhỏ và bị lạm dụng tình dục, Makoni là chủ đề chính trong bộ phim tài liệu, Tapestries of Hope.

## Đầu đời
Makoni lớn lên tại St Mary's ở ngoại ô Chitungwiza. Khi bà lên sáu, Makoni bị một người bán hàng trong khu phố của bà cưỡng hiếp tại nhà hàng xóm, người tin rằng việc cưỡng hiếp mang lại may mắn. Mẹ bà qua đời trong một vụ bạo lực gia đình khi Makoni lên chín tuổi. Bà bị buộc phải nuôi mình cùng với năm anh chị em bằng cách làm việc tại một trường truyền giáo.

## Nghề nghiệp
Makoni trở thành giáo viên sau khi bà nhận bằng tốt nghiệp đại học. Năm 2000, bà bắt đầu tổ chức tình nguyện vĩnh viễn Girl Child Network. Nhiều tổ chức của khu vực đã nhân rộng mô hình do Girl Child Network triển khai. Năm 2012, cuốn tự truyện Never Again được xuất bản. Cuốn sách đã được ra mắt tại Essex vào ngày 13 tháng 4 năm 2013.

## Giải thưởng
Năm 2003, Hội nghị thượng đỉnh thế giới phụ nữ đã trao tặng Makoni giải thưởng cho sự sáng tạo của phụ nữ trong cuộc sống nông thôn. Năm 2007, Makoni đã giành giải thưởng trẻ em thế giới vì quyền trẻ em. Năm 2008, Tổ chức Ân xá Quốc tế đã trao cho bà giải thưởng Ginetta Sagan cho công việc với GCN.

## Cuộc sống cá nhân
Makoni rời khỏi Zimbabwe vào năm 2008, sau các mối đe dọa tra tấn. Hiện bà sống ở Anh. Bà đã kết hôn và đã có ba đứa con.

## liên kết ngoài
- Muzvare Betty Makoni trên Twitter
- Cuộc phỏng vấn của Betty Makoni bởi Women WorldWide Web